# Sarrogna
Sarrogna ist eine französische Gemeinde im Département Jura in der Region Bourgogne-Franche-Comté. Sie gehört zum Arrondissement Lons-le-Saunier und zum Kanton Moirans-en-Montagne.
Die Nachbarorte sind Écrille im Nordosten, Onoz im Osten, Cernon im Südosten, Fétigny im Süden, Savigna im Südwesten, Chambéria im Westen und Orgelet im Nordwesten; Fétigny und Savigna gehören seit dem 1. Januar 2017 zur neu gebildeten Gemeinde Valzin en Petite Montagne.

## Bevölkerungsentwicklung
| Jahr                       | 1962 | 1968 | 1975 | 1982 | 1990 | 1999 | 2008 | 2017 |
| -------------------------- | ---- | ---- | ---- | ---- | ---- | ---- | ---- | ---- |
| Einwohner                  | 208  | 183  | 153  | 161  | 146  | 183  | 217  | 230  |
| Quellen: Cassini und INSEE |      |      |      |      |      |      |      |      |

|  |  |

## Persönlichkeiten
- Robert Lynen (1920–1944), Schauspieler, Widerstandskämpfer der Réseau Alliance